# جان سيس
جان سيس (بالفرنسية: Jean Ces)‏ (5 سبتمبر 1906 – 25 ديسمبر 1969) هو ملاكم فرنسي راحل، مثّل بلاده في الألعاب الأولمبية الصيفية 1924.

## روابط خارجية
جان سيس على موقع أوليمبيديا (الإنجليزية)